# Erpodium abbreviatum
Erpodium abbreviatum là một loài rêu trong họ Erpodiaceae. Loài này được Mitt. I.G. Stone mô tả khoa học đầu tiên năm 1997.